# Walter Henzen
Walter Henzen (* 5. November 1895 in Brig; † 31. August 1967 in Bern; heimatberechtigt in Blatten (Lötschen)) war ein Schweizer Germanist, der besonders mit seinen sprachwissenschaftlichen Publikationen bekannt wurde.

## Leben
Henzen, im Wallis geboren, wuchs im freiburgischen Alterswil und Tafers als Sohn eines Arztes auf. Er legte die Maturitätsprüfung am Kollegium St. Michael in Freiburg im Üechtland ab und studierte anschliessend in Zürich Germanistik, wo er 1920 bei Albert Bachmann mit einer Arbeit über den südwestschweizerdeutschen Dialekt des freiburgischen Sense- und südöstlichen Seebezirks (Senslerdeutsch) promovierte (Publikation 1927). Seine Habilitationsschrift über die Nachtonvokale im Walliserdeutschen wurde 1929 veröffentlicht.
Von 1920 bis 1945 wirkte Henzen als Gymnasiallehrer in Freiburg und wurde 1933 Privatdozent an der Universität Freiburg (Schweiz). Den Ruf an die Universität Zürich, den sein Doktorvater Bachmann, damals einer der bedeutendsten Dialektologen, 1934 anlässlich seiner eigenen Emeritierung eingefädelt hatte, schlug Henzen aus, da er fürchtete, nicht in die Fussstapfen seines Lehrers treten und neben der universitären Arbeit auch noch die Chefredaktion des Schweizerischen Idiotikons in Bachmanns Sinne übernehmen zu können, und überliess den Lehrstuhl Wilhelm Wiget (von 1944 bis 1966 war Henzen dann allerdings Mitglied des Leitenden Ausschusses beziehungsweise des Vorstandes des Vereins für das Schweizerdeutsche Wörterbuch). Auch die Berufung an die Universität Freiburg im Breisgau lehnte Henzen ab, diesmal mit dem Argument, sich bis anhin zu wenig der literarischen Forschung gewidmet zu haben. 1945 ernannte ihn die Universität Freiburg (Schweiz) zum ausserordentlichen Professor, doch noch im gleichen Jahr übertrug ihm die Universität Bern den infolge von Heinrich Baumgartners Tod verwaisten Lehrstuhl für Sprache, Literatur und Volkskunde der deutschen Schweiz, vorerst im Extraordinariat. 1946 überliess Henzen diesen seinem Kollegen Paul Zinsli und wurde an derselben Universität Ordinarius für germanische Philologie. Dieses Amt hatte er bis zu seiner Emeritierung 1965 inne.
1940 gründete Henzen zusammen mit Gottfried Bohnenblust, Rudolf Hotzenköcherle und Heinrich Baumgartner die «Akademische Gesellschaft schweizerischer Germanisten» (heute «Schweizerische Akademische Gesellschaft für Germanistik»). 1947 versorgte er auf Initiative des aus Lübeck stammenden Basler Berufskollegen Friedrich Ranke im Zweiten Weltkrieg verwüstete deutsche Universitätsbibliotheken mit Büchern und Schreibpapier aus der Schweiz.
Nachdem er aus gesundheitlichen Gründen schon etwas vorzeitig von seinem Ordinariat zurückgetreten war, erlag Henzen 1967 einem Herzschlag. In den Nachrufen wird er als ein zurückhaltender, sehr selbstkritischer und ausnehmend höflicher Mensch beschrieben.

## Schaffen
Bereits Henzens Dissertation über das Senslerdeutsche, den Dialekt der Landschaft, in der er aufgewachsen war, ging weit über die meisten der bisher erschienenen Bände der Reihe «Beiträge zur Schweizerdeutschen Grammatik» hinaus – nicht nur umfangmässig, wobei sie aus finanziellen Gründen für die Publikation gekürzt werden musste, sondern auch deshalb, weil der Verfasser nicht allein im junggrammatischen Sinne die Entwicklung der einzelnen Laute verfolgte, sondern auch den Einflüssen der benachbarten Idiome des Frankoprovenzalischen beziehungsweise Französischen und insbesondere des Berndeutschen nachging sowie den dialektalen Sprachwandel der Gegenwart miteinbezog. Er konnte damit die Sprache des Sensebezirks als den ausgeprägten Mischdialekt einer verkehrsoffenen Sprachgrenzlandschaft charakterisieren.
In seiner Habilitationsschrift über die Abschwächung der Nachtonvokale im Höchstalemannischen (1929) beschrieb Henzen einerseits die Verhältnisse der älteren Mundart des Walliser Lötschentals und thematisierte anderseits den aktuellen Sprachwandel. In die Freiburger Zeit fielen zwei weitere für die deutsche Mundartforschung bedeutsame Aufsätze, die sich beide ebenfalls der Sprache der Heimat seines Vaters widmeten: Im einen Artikel ging es über den vielfältigen Gebrauch des Genitivs im Walliserdeutschen (1932), im andern über das Fortleben der drei althochdeutschen schwachen Konjugationsklassen auf -en, -ōn und -ēn im Lötschental (1941) – beides Ausdruck hoher Altertümlichkeit dieser alpinen Dialekte, deren einsetzende Nivellierung Henzen aber ebenfalls ansprach.
Nach seinen bisherigen Arbeiten, in denen Henzen die hoch- und höchstalemannischen Mundarten geschichtlich und verkehrsgeographisch gedeutet hatte, wandte er sich nun dem gesamtdeutschen Sprachraum zu und verfasste die beiden Monographien, die seinen Ruhm als Sprachwissenschafter endgültig begründet haben: Sein Werk über das geschichtliche und gegenwärtige Verhältnis zwischen Schriftsprache und Mundarten in Deutschland, Österreich und der Schweiz (1938, 2. Auflage 1954) und erst recht sein bis heute unentbehrliches Standardwerk über die deutsche Wortbildung (1947, 3. Auflage 1965).
In seine Berner Zeit, als Henzen auch für die ältere Literatur zuständig war, fielen zwei – weniger bekannt gewordene – Untersuchungen über das neunte Buch von Wolframs von Eschenbach Parzival (1951) und Chrétiens de Troyes Demut-Begriff (1958). Überdies ergründete er semantische und sprachphilosophische Fragen. Sein letztes, erst postum erschienenes Werk handelte von der Bezeichnung des Richtungsgegensatzes im Deutschen (1967). Zwei weitere Arbeiten, die er in Angriff genommen hatte – eine davon über die schweizerische Dichtung von Notker dem Dichter bis Niklaus von Flüe – konnten wegen seines vorzeitigen Todes nicht mehr vollendet werden.
Für sein Schaffen wurde Henzen anlässlich seines 70. Geburtstags mit einer von Werner Kohlschmidt und Paul Zinsli herausgegebenen Festschrift (Philologia Deutsch, Bern 1965) geehrt.

## Publikationen (Auswahl)
Monographien
- Die deutsche Freiburger Mundart im Sense- und südöstlichen Seebezirk. Frauenfeld 1927 (= Beiträge zur Schweizerdeutschen Grammatik. Band XVI).
- Schriftsprache und Mundarten. Ein Überblick über ihr Verhältnis und ihre Zwischenstufen im Deutschen. Zürich/Leipzig 1938, 2. Auflage 1954.
- Deutsche Wortbildung. Halle an der Saale 1947; 2. Auflage Tübingen 1957; 3. Auflage ebenda 1965 (= Sammlung kurzer Grammatiken germanischer Dialekte. B. Ergänzungsreihe. Band 5).
- Die Bezeichnung von Richtung und Gegenrichtung im Deutschen. Studien zu Umfang und Ausnützung der mit Adverbien der Richtung zusammengesetzten Wortbildungsgruppen. Tübingen 1967 (= Hermaea. Germanistische Forschungen. Neue Folge, Band 23). [Mit Bibliographie Walter Henzen.]

Aufsätze
- Zur Abschwächung der Nachtonvokale im Höchstalemannischen. In: Teuthonista 5 (1929) 105–156.
- Der Genitiv im heutigen Wallis. In: Beiträge zur Geschichte der deutschen Sprache und Literatur 56 (1931) 91–138.
- Fortleben der alten schwachen Konjugationsklassen im Lötschental. In: Beiträge zur Geschichte der deutschen Sprache und Literatur 64 (1940) 271–308.
- ‹Schweizerisch Unterbruch.› In: Sprachleben der Schweiz [= Festschrift für Rudolf Hotzenköcherle], hrsg. von Paul Zinsli und anderen, Bern 1963, S. 141–155.